# 脇沢佳奈
脇沢 佳奈（わきさわ かな、1990年6月15日 - ）は、日本の元女優。埼玉県出身。かつてはスマイルモンキーに所属していた。

## 来歴・人物
- 趣味、特技はお菓子作り、手話、卓球[1]。
- 医療福祉関連の仕事に就くため、2013年放送の『京都地検の女』第9シリーズの撮影を最後に事務所を退所し引退。
- 2017年に結婚[2]。

## 主な出演作品

### 映画
- 宇宙の夏（2003年） - 明日香 役
- 新しい風〜フロンティアドリーム（2004年） - 野辺ヒデ 役
- きみにしか聞こえない（2007年）

### テレビドラマ
- 京都地検の女（2003年 - 2013年、テレビ朝日）- 鶴丸りん 役
- 見当たり捜査25時（2004年6月、BS-TBS）- 鳴門静香 役
- 温泉へ行こう5（2004年12月、TBS）- もも 役

### 舞台
- 桜ちりばな・2飛べ!タンポポの綿毛たち
- オンリーワン（2002年8月）[3]
- KID
- SMILE MONKEY MAGIC（2005年10月）

### CM
- 尾崎商事 カンコー学生服（2005年）
- 小林製薬「ラナケイン」（2007年）